# Joana Scrinzi

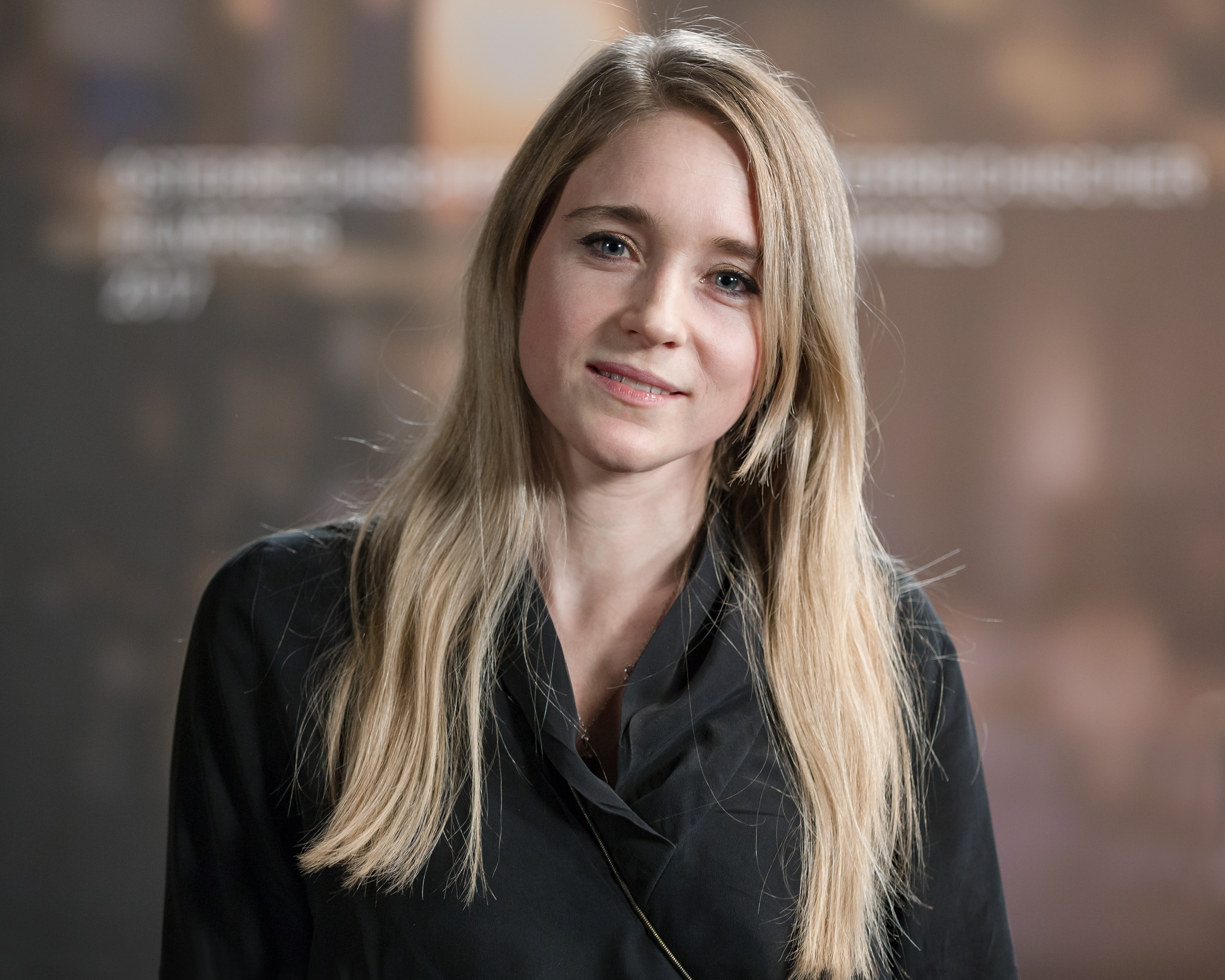
Joana Scrinzi (2017)

Joana Scrinzi (* 1981 in Salzburg) ist eine österreichische Filmeditorin.

## Leben
Joana Scrinzi studierte nach der Matura 1999 am Musischen Gymnasium und einer Ballett- und Tanzausbildung an der Fachhochschule Salzburg Multi Media Art. Während des Studiums machte sie unter anderem 2003 einen Dokumentarfilm über Ballett-Tänzer und die Beziehung zu ihrem Körper, das Studium schloss sie als Dipl. Ing. (FH) ab.
Von 2004 bis 2006 arbeitete sie als Schnittassistentin unter anderem mit Karina Ressler und Oliver Neumann für Produktionen wie Hotel, Fallen, Revanche und Immer nie am Meer zusammen. Der erste abendfüllende Spielfilm, für den sie als Editorin verantwortlich zeichnete, war 2008 März von Regisseur Händl Klaus, mit dem sie 2016 für den Film Kater erneut zusammenarbeitete.
Joana Scrinzi ist Mitglied der Akademie des Österreichischen Films und im Österreichischen Verband Filmschnitt.
Mit dem Filmregisseur Antonin Svoboda hat sie zwei gemeinsame Kinder.

## Filmografie
- 2008: März
- 2010: Einmal mehr als nur reden
- 2012: Griffen: Auf Den Spuren Von Peter Handke (Dokumentar)
- 2012: Outing
- 2012: Warme Gefühle (TV)
- 2013: Fiesta auf der Müllhalde (Kurzfilm)
- 2013: Eisland (Kurzfilm)
- 2013: Schulden G.m.b.H.
- 2013: CERN (TV)
- 2014: Tough Cookies
- 2014: Was Wir Nicht Sehen
- 2015: Drei Eier im Glas
- 2016: Kater
- 2017: Cry Baby, Cry (Nicht von schlechten Eltern)
- 2017: Gwendolyn
- 2021: Große Freiheit
- 2023: Lass mich fliegen
- 2024: Mit einem Tiger schlafen
- 2024: The Village Next to Paradise
- 2025: Wenn du Angst hast nimmst du dein Herz in den Mund und lächelst
- 2025: Perla

## Auszeichnungen und Nominierungen

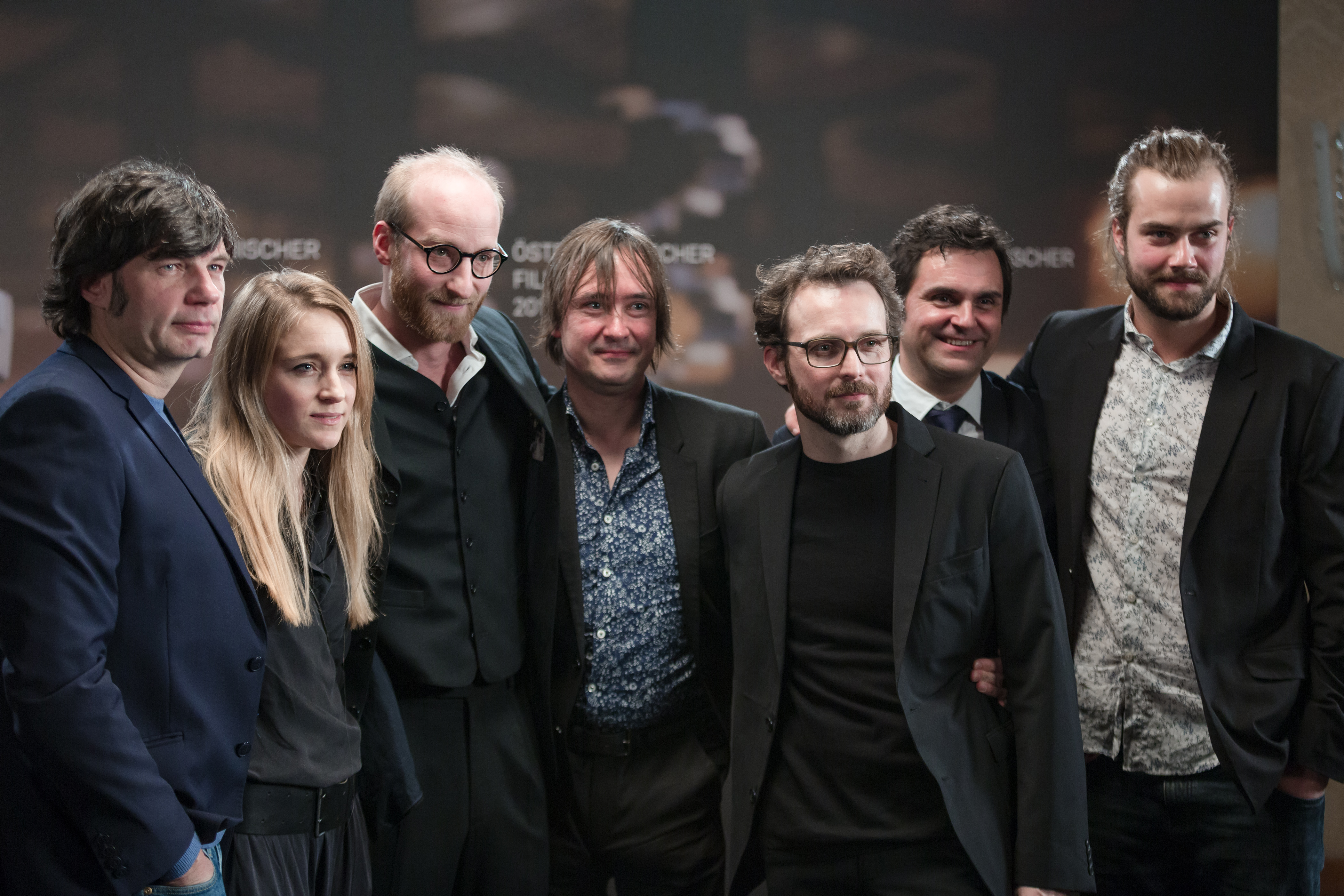
Scrinzi mit einem Teil des Filmteams von Kater beim Österreichischen Filmpreis 2017

- 2017: Österreichischer Filmpreis 2017 – Nominierung in der Kategorie Bester Schnitt für Kater
- 2018: Diagonale – Auszeichnung mit dem Diagonale-Preis Schnitt für Gwendolyn und Nicht von schlechten Eltern[5]
- 2018: Schnitt-Preis – Nominierung für den Bild-Kunst Schnitt Preis Dokumentarfilm für Gwendolyn[6][7]
- 2020: Diagonale – Auszeichnung mit dem Diagonale-Preis Schnitt für die beste künstlerische Montage Spielfilm für Fuchs im Bau[8][9]
- 2022: Diagonale – Auszeichnung mit dem Diagonale-Preis Schnitt für die beste künstlerische Montage Spielfilm für Große Freiheit[10]
- 2022: Deutscher Kamerapreis – Auszeichnung Bester Schnitt Spielfilm für Große Freiheit[11]
- 2022: Österreichischer Filmpreis 2022 – Auszeichnung für den Besten Schnitt für Große Freiheit[12]
- 2022: Österreichischer Filmpreis 2022 – Nominierung für den Besten Schnitt für Fuchs im Bau[13]
- 2022: Deutscher Filmpreis 2022 – Nominierung in der Kategorie Bester Schnitt für Große Freiheit[14]
- 2022: Romyverleihung 2022 – Nominierung in der Kategorie Bester Schnitt Kino für Fuchs im Bau[15]